# Електрифікація залізниць
Електрифіка́ція залізни́ць — комплекс заходів, які виконують на ділянці залізниці для можливості використання на ній електричного рухомого складу — електровозів та електропоїздів.
Для тяги потягів на електрифікованих ділянках залізниці використовують електровози, як приміський транспорт на електрифікованій дільниці — електропоїзди.

## Системи електрифікації
Системи електрифікації класифікують:
- за видом провідників/ контактної мережі:
  - з контактним кабелем;
  - з контактною рейкою;
- за напругою;
- за видом струму:
  - постійний струм;
  - змінний струм;
    - частота струму;
    - кількість фаз.

Зазвичай використовують постійний струм або однофазний змінний струм. Використання трифазного струму вимагає підвіски як мінімум двох контактних дротів, що є досить затратним, тому ця система практично не використовується.
При використанні постійного струму напругу в мережі роблять досить низькою, щоб включати електродвигуни безпосередньо. При використанні змінного струму вибирають набагато вищу напругу, оскільки на електровозі напругу можна легко знизити за допомогою трансформаторів.